# Gouzon
Gouzon település Franciaországban, Creuse megyében. Lakosainak száma 1565 fő (2022. január 1.). Gouzon Bord-Saint-Georges, La Celle-sous-Gouzon, Lussat, Pierrefitte, Saint-Chabrais, Saint-Dizier-la-Tour, Saint-Loup, Trois-Fonds és Parsac községekkel határos.

## Népesség
A település népességének változása:
| Lakosok száma | 1430 | 1469 | 1370 | 1424 | 1559 | 1583 | 1580 | 1567 | 1568 | 1565 |
|               | 1968 | 1982 | 1990 | 2006 | 2013 | 2015 | 2017 | 2019 | 2020 | 2022 |